# كسر الكتف

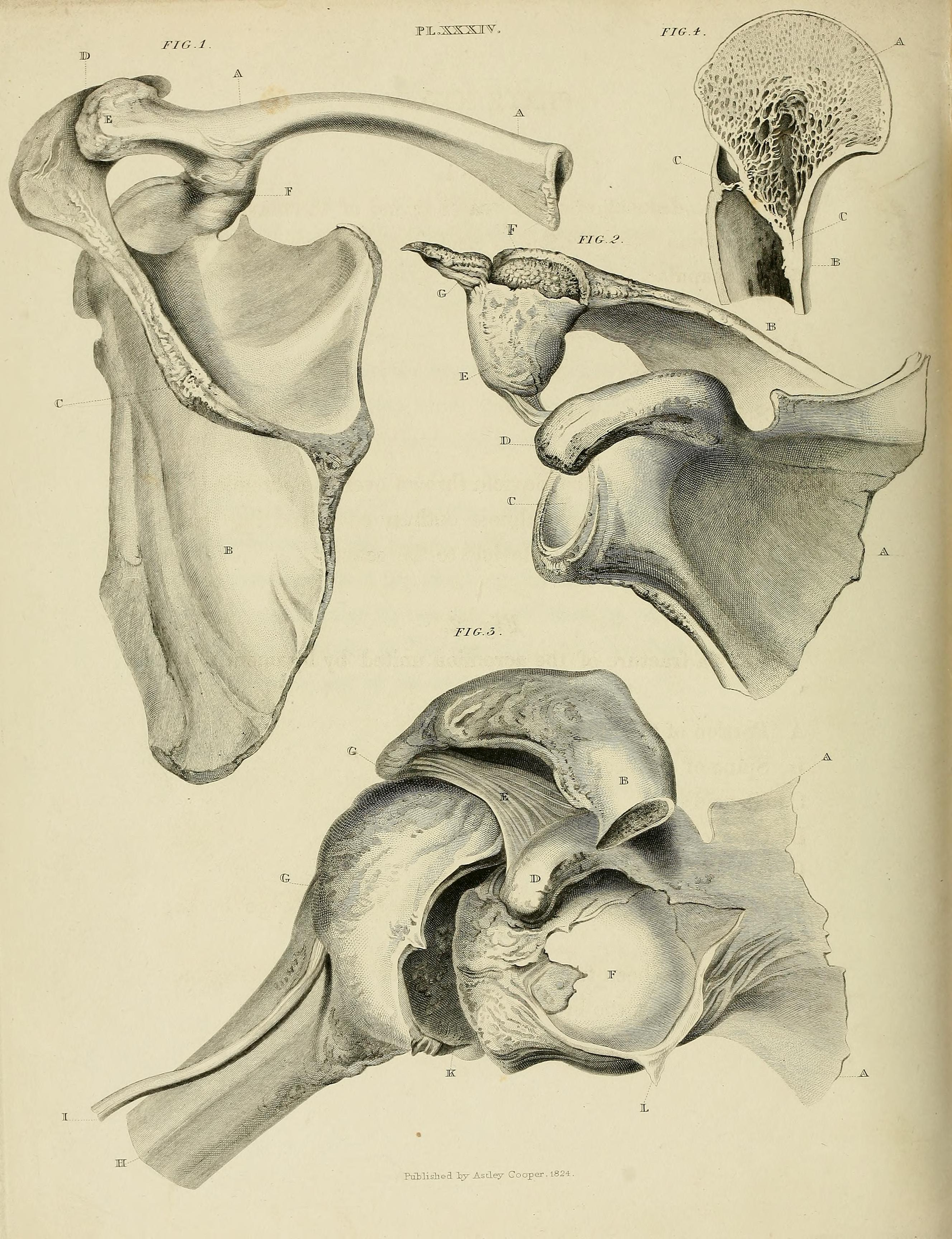
رسم تخيلي لفقرات الكف

كسر الكتف هو الكسر الذي يصيب عظم الكتف. لا يتعرض لوح الكتف للكسر عادةً لأنه متين وموجود في مكان محمي. يعني كسر الكتف أن الفرد تعرض لقوة هائلة، ويشير وجوده إلى احتمال حدوث  إصابة صدرية شديدة. تعتبر حوادث المركبات عالية السرعة السبب الأشيع لمثل هذه الأذيات، وهذا يتضمن حوادث السيارات أو الدراجات النارية أو الهوائية إضافةً لحوادث السقوط والضرب على المنطقة. تتشابه علامات وأعراض كسر الكتف مع الكسور الأخرى، وهذا يشمل: الألم والإيلام وتحدد حركة المنطقة المصابة، وقد تستغرق الأعراض مدة يومين لتظهر. تستخدم الأشعة السينية لتشخيص كسر الكتف، ولكنه قد يمر دون ملاحظة بسبب سيطرة إصابات خطيرة مرافقة أخرى على انتباه الأطباء. تحمل الإصابات المصاحبة لكسر الكتف عادةً تأثير أكبر على الإنذار، ولا يمثل كسر الكتف تهديد كبير للحياة إن حدث وحده دون أذيات هامة أخرى. يتضمن علاج كسر الكتف السيطرة على الألم وتثبيت المنطقة المصابة، ثم يأتي دور العلاج الفيزيائي لاحقًا.

## العلامات والأعراض
قد يترافق كسر الكتف –كما أي كسر آخر- بألم موضعي في منطقة الكسر مع مضض وتورم وفرقعة (صوت تصدره العظام عندما تصطدم ببعضها). تؤثر الكسور الكتفية على حركة الكتف، ولهذا تنخفض قدرة الشخص المصاب على تحريك مفصل الكتف. قد تخفي الإصابات المصاحبة الأخرى علامات وأعراض كسر الكتف.

## الأسباب
يتطلب الأمر عادةً قوة هائلة لكسر لوح الكتف؛ قد تكون القوة غير مباشرة ولكنها غالبًا ما تكون مباشرة. يكسر لوح الكتف نتيجة إصابة كليلة هامة -كما يحدث في تصادم المركبات. تنجم نحو ثلاثة أرباع الحالات عن تصادم السيارات والدراجات النارية عالية السرعة. قد تسبب حوادث السقوط والتعرض للضرب على المنطقة كسر الكتف أيضًا. قد تؤدي الإصابات الهرسية (كحوادث السكك الحديدية والحوادث الحراجية) والإصابات الرياضية (كحوادث ركوب الخيل أو ركوب الدراجات في الجبال أو سباق الدراجات أو التزلج على الجليد) إلى كسر لوح الكتف. قد يحدث كسر الكتف نتيجة الصدمات الكهربائية والنوبات الاختلاجية؛ بسبب تقلص العضلات بقوة باتجاهات مختلفة في نفس الوقت. قد يتعرض الكتف للكسر بسبب الإنعاش القلبي الرئوي عند تطبيق ضغط كبير على الصدر.

## التشريح
يتكون لوح الكتف من جسم وعنق وشوكة، وقد يتعرض أي منها -إضافةً للحافة الحقانية- للكسر. يصاب جسم الكتف أو العنق في نحو 80٪ من الحالات. قد تكون الكسور التي تحدث في الجسم عمودية أو أفقية أو مفتتة. تكون كسور العنق موازية عادةً للجوف الحقاني. تتجلى إصابة الجوف الحقاني عادةً بوجود شظايا عظمية صغيرة أو امتدادات لكسور عنق الكتف.
يحمي القفص الصدري والصدر لوح الكتف من الأمام، وتحميه من الخلف طبقة سميكة من العضلات. تتبدد القوى المطبقة على لوح الكتف بسبب قدرته على الحركة، ولهذا يتطلب كسره قدر كبير من القوة.

## التشخيص
يمكن رؤية معظم كسور لوح الكتف في صورة الصدر بالأشعة السينية. ومع ذلك، قد يفوت بعض الأطباء ملاحظتها؛ فقد تؤدي الإصابات الخطيرة المصاحبة إلى تشتيت انتباههم عن إصابة الكتف، وغالبًا ما يتأخر التشخيص نتيجةً لذلك. يستخدم التصوير المقطعي المحوسب أيضًا لتشخيص كسور الكتف. تكشف الصور الشعاعية القياسية للصدر والكتف كسوره عادةً، ولكن يبقى جزء كبير من لوح الكتف مختبئ خلف الضلوع. لذلك، يمكن التقاط صور أكثر تحديدًا للمنطقة الكتفية عند الشك بوجود أذية فيها.

### التصنيف

#### كسور الجسم
توصف بناء على الموقع التشريحي.

#### كسور العنق
كسور الناتئ الغرابي
| النمط | الوصف                                |
| I     | الكسر قريب من الرباط الغرابي الترقوي |
| II    | الكسر أقصى الرباط الغرابي الترقوي    |

#### كسور الأخرم
| النمط | الوصف                             |
| I     | لا يوجد انزياح أو مع انزياح بسيط  |
| II    | منزاح دون تأثر المنطقة تحت الأخرم |
| III   | منزاح مع تأثر المنطقة تحت الأخرم  |

#### كسور الجوف الحقاني
مقسمة وفق تصنيف إيدبرغ.

## العلاج
يتضمن العلاج تسكين الألم وتثبيت المنطقة في البداية، ويأتي لاحقًا دور العلاج الفيزيائي. قد يزيد وضع الثلج فوق المنطقة المصابة من الإحساس بالراحة. تبدأ التمارين العلاجية في غضون أسبوع على الأقل من الإصابة. تلتئم الكسور مع العلاج الفيزيائي عادةً دون مشاكل بشرط عدم ترافقها بانزياح أو بوجود انزياح بسيط. لا تترافق معظم كسور الكتف -أكثر من 90٪- بانزياح هام، ولهذا يفضل علاجها دون جراحة. قد تلتئم كسور جسم الكتف المنزاحة مع سوء التحام. ومع ذلك، قد لا يتداخل ذلك مع حركة الكتف المصاب. تتداخل الكسور المنزاحة في النواتئ الكتفية أو الجوف الحقاني مع حركة الكتف المصاب إن لم تصحح. ولهذا السبب، تعالج معظم كسور الكتف بدون جراحة، عدا كسور العنق والجوف الحقاني التي تحتاج إلى تداخل جراحي لتجنب الضرر الذي سيلحق بحركة الكتف إن لم تعالج.

## الوبائيات
يلاحظ وجود كسر الكتف في نحو 1٪ من الرضوض الكليلة و3- 5٪ من إصابات الكتف. تبلغ نسبة كسور الكتف نحو 0.4- 1٪ من كسور العظام.
يرتبط كسر الكتف بإصابات أخرى بنسبة 80- 90٪ من الحالات، ويرتبط برضوض رئوية في أكثر من 50٪ من الحالات. لهذا السبب، يشك الأطباء تلقائيًا بحدوث إصابات أخرى في البطن والصدر فور تشخيص كسر الكتف. يعاني معظم المصابون بكسور الكتف من إصابات في الضلوع والرئة والكتف، وتضم أشيع تلك الإصابات: استرواح الصدر (تراكم الهواء في الحيز المحيط بالرئة) وكسور الترقوة والأذيات الوعائية. قد تؤدي القوى المسببة لكسر الكتف لإصابة رغامية قصبية –أو تمزق في الشعب الهوائية. تكون كسور جسم الكتف مصحوبة بإصابات أخرى؛ إذ تترفق هذه الكسور بوجود أذية في العظام والأنسجة الرخوة الأخرى بنسبة 80-95٪ من الحالات. قد تكون الإصابات المصاحبة خطيرة ومميتة، وتعتبر العامل الأكثر تأثيرًا على سير الحالة وإنذارها. قد تحدث كسور الكتف وحدها دون أذيات أخرى، ولا يتأثر بهذه الحالة معدل الوفيات بشكل كبير. يبلغ متوسط عمر الأشخاص المصابين 35-45 سنة.